# Never Let You Go (singel Justina Biebera)
Never Let You Go – drugi singel kanadyjskiego piosenkarza Justina Biebera, pochodzący z jego pierwszego albumu studyjnego My World 2.0. Jego producentem jest Johntá Austin i Bryan-Michael Cox. Piosenkę wydano 2 marca 2010.